# Teoria da autodeterminação
Teoria da autodeterminação (TDA) é uma teoria que sustenta a ideia que as pessoas além de serem guiadas por suas necessidades de autonomia e, logo determinarem o próprio comportamento, também buscam maneiras de adquirir competências e relacionamentos positivos nas relações sociais.
Ou seja, a teoria da autodeterminação “faz uma importante distinção entre duas diferentes questões motivacionais: porquê versus para que. Qual o objetivo de sua atividade e por que você quer realizar esse objetivo; quais são as razões que o levam ao esforço para atingir esse objetivo!”
Na década de 1970, a pesquisa sobre TDA evoluiu de estudos comparando os motivos intrínsecos e extrínsecos , e da crescente compreensão do papel dominante motivação intrínseca desempenhado no comportamento de um indivíduo mas não foi até meados da década de 1980 que o TDA foi formalmente introduzido e aceito como uma teoria empírica sólida. A pesquisa aplicando TDA a diferentes áreas da psicologia social tem aumentado consideravelmente desde os anos 2000. 
Estudos-chave que levaram ao surgimento da teoria da autodeterminação incluíram pesquisas sobre motivação intrínseca e extrínseca. A motivação intrínseca refere-se a ideia de que as pessoas são motivadas quando experimentam o início de uma atividade por sua própria causa, pois é interessante e satisfatória em si mesma, ao contrário de fazer uma atividade para obter um objetivo externo (motivação extrínseca). A motivação extrínseca refere-se à motivação que aspectos externos influenciam na realização de atividades, sendo dividida em 4 graus de autonomia. Começando pela regulação externa, regulação introjetada, regulação identificada e por última regulação integrada.
Edward L. deci e Richard Ryan definem que a teoria da autodeterminação se baseia em três necessidades básicas que auxiliam os indivíduos na tomada de decisão. A primeira necessidade básica é a de competência, a segunda é a de autonomia e terceira é a conexão a um grupo de pessoas ou uma organização. 

## Teoria básica
A teoria da autodeterminação analisa as motivações que auxiliam os indivíduos a realizarem determinadas tarefas e está centrada em três necessidades básicas:
| Tipos       | Descrição |
| ----------- | --- |
| Competência | Os seres humanos são inerentemente pró-ativos com seu potencial e dominar suas forças internas. Os indivíduos possuem a necessidade de sentirem e demonstrarem suas competências no âmbito social, principalmente em situações desafiadoras. Assim essas situações se tornam ferramentas importantes para determinar a motivação na atividade. No caso os indivíduos buscam sempre novos desafios, novas oportunidades para demonstrar seus conhecimentos e adquirir novas habilidades. Uma vez que definida a forma de satisfazer a necessidade passara a tomar decisões que trilharam seus caminhos na hora da interação. |
| Autonomia   | O desenvolvimento e as ações ideais são inerentes aos seres humanos, mas não acontecem automaticamente. Os indivíduos possuem a necessidade de escolher as atividades que irão realizar para que assim a sua motivação para esta atividade seja positiva, visando que tenham um controle das suas ações e da situação independentemente dos resultados que irão alcançar. Sendo assim o indivíduo percebe que através de suas escolhas e ações foi possível a mudança no ambiente. |
| Conexão     | Os seres humanos têm uma tendência inerente para o desenvolvimento do crescimento e o funcionamento integrado. Os indivíduos possuem a necessidade de pertencer a um grupo ou uma organização, proporcionando assim a socialização e a interação social na aprendizagem e na realização de atividades. E a busca por pertencer é forma de evitar o sentimento de solidão e exclusão do ambiente que se encontra. |

Necessidades
A Teoria da Autodeterminação postula a existência de algumas necessidades psicológicas básicas e inatas que movem os seres humanos, sendo  definidas como os nutrientes necessários para um
relacionamento efetivo e saudável destes com seu ambiente
A TDA apoia três necessidades psicológicas básicas que devem ser satisfeitas para fornecer o bem-estar e a saúde. No entanto, alguns podem ser mais salientes do que outros em determinados momentos e são expressos de forma diferente com base no tempo, cultura ou experiência. 
As três necessidades psicológicas básicas, de competência,autonomia e vínculo, são integradas e interdependentes. Desse modo, a satisfação de cada uma delas reforça e fortalece as demais 

## Motivações
TDA afirma dar uma abordagem diferente para a motivação, considerando o que motiva uma pessoa a qualquer momento, em oposição a ver a motivação como um conceito unitário. TDA faz distinções entre diferentes tipos de motivação e as consequências delas.
Motivação Intrínseca
A motivação intrínseca é a ideia de que as pessoas são motivadas quando experimentam uma sensação de escolha na regulação de suas ações. Em vez de procurar recompensas em outro lugar, a pessoa é motivada pelos aspectos intrínsecos ou internos de suas tarefas. Desta forma às pessoas que valorizam altamente seu trabalho tendem a ser motivadas intrinsecamente, já as pessoas que pouco valorizam seu trabalho tem baixa motivação intrínseca.

A motivação intrínseca é o fenômeno que melhor
representa o potencial positivo da natureza humana, sendo
considerada por,entre outros, a base para o crescimento, integridade
psicológica e coesão social.
Motivação extrínseca
Motivação extrínseca vem de fontes externas.  Deci e Ryan desenvolveram a Teoria da Integração Organismica (TIO), como uma
sub-teoria do TDA, para explicar as diferentes maneiras pelas quais o comportamento
motivado extrinsecamente é regulado.
TIO detalha as diferentes formas de motivação extrínseca e os contextos em que elas
surgem. É o contexto de tal motivação que diz respeito à teoria do TDA, uma vez que
esses contextos afetam se as motivações são internalizadas e integradas no sentido do
próprio ser.

A TIO descreve quatro diferentes tipos de motivações extrínsecas que frequentemente
variam em termos de sua autonomia relativa:
| Tipos                                           | Descrição |
| ----------------------------------------------- | --- |
| 1. Comportamento externamente regulado :        | É o menos autônomo, é realizado por demanda externa ou possível recompensa. Tais ações podem ser vistas como um locus de causalidade percebido externamente . |
| 2.Regulamentação do comportamento introjetado : | Descreve a adoção de regulamentos para o comportamento, mas não a aceitação total dos regulamentos como sendo sua. afirmam que tal comportamento normalmente representa a regulação pela autoestima contingente, citando o envolvimento do ego como uma forma clássica de introjeções. Esse é o tipo de comportamento em que as pessoas se sentem motivadas a demonstrar capacidade de manter a autoestima. Enquanto isto é conduzido internamente, o comportamento introjetado tem um locus externo de causalidade ou não vindo de si mesmo. Como a causalidade do comportamento é percebida como externa, o comportamento é considerado não autodeterminado. |
| 3. Regulação através da identificação :         | Uma forma mais autônoma de motivação extrínseca. Envolve conscientemente a valorização de um objetivo ou regulamento para que a ação seja aceita como pessoalmente importante. |
| 4. Regulação Integrada :                        | É o tipo mais autônomo de motivação extrínseca. Ocorrendo quando os regulamentos são totalmente assimilados por si mesmos, então eles são incluídos nas autoavaliações e crenças de uma pessoa sobre as necessidades pessoais. Por isso, as motivações integradas compartilham qualidades com motivação intrínseca, mas ainda são classificadas como extrínsecas, porque os objetivos que estão tentando ser alcançados são, por razões extrínsecas ao ser, mais do que o prazer inerente ou interesse na tarefa. |

Comportamentos extrinsecamente motivados podem ser integrados em si mesmos. A
TIO propõe que a internalização é mais provável de ocorrer quando há um senso de
parentesco.
 descobriram que as crianças internalizam os
regulamentos extrínsecos da escola quando se sentem seguras e cuidadas por pais e
professores.
A internalização da motivação extrínseca também está ligada à competência. A TIO
sugere que os sentimentos de competência em atividades devem facilitar a
internalização de tais ações.
A autonomia é particularmente importante quando se tenta integrar seus regulamentos
ao senso de identidade de uma pessoa. Se um contexto externo permite que uma pessoa
integre a regulação - ela deve se sentir competente, relacionada e autônoma. Eles
também devem entender o regulamento em termos de seus outros objetivos para facilitar
um senso de autonomia. 
 Isto foi apoiado por Deci, Eghrari, Patrick e Leone que encontraram em laboratórios, se uma pessoa foi dada uma
razão significativa para o comportamento desinteressante, juntamente com suporte para
seu senso de autonomia e relacionamento que eles internalizaram e integraram seu
comportamento.

## Necessidades básicas e motivação intrínseca
White Branco,
propuseram que a necessidade de competência e a autonomia é a base da motivação e
do comportamento intrínsecos. Esta é uma ligação entre as necessidades básicas das
pessoas e suas motivações.
Autonomia
Deci constatou que oferecer às pessoas recompensas extrínsecas por
comportamentos intrinsecamente motivados prejudicou a motivação intrínseca à medida
que se torna menos interessada nela. Inicialmente, o comportamento intrinsecamente
motivado torna-se controlado por recompensas externas, o que prejudica sua autonomia.
Outras pesquisas de Amabile, DeJong e Lepper Amabile,
encontraram outros fatores externos como prazos, que restringem e controlam,
igualmente diminuem a motivação intrínseca. Situações que dão autonomia em
oposição a tirá-la também têm um link com a motivação. Estudos que analisa a escolha
descobriram que ao aumentar as opções e escolhas de um participante aumenta sua
motivação intrínseca. 
Competência
Deci  constatou que dar às pessoas um feedback positivo inesperado em uma tarefa
aumenta a motivação intrínseca das pessoas para fazê-lo, o que significa que isso
ocorreu porque o feedback positivo estava satisfazendo a necessidade de competência
das pessoas. De fato, dar feedback positivo em uma tarefa serviu apenas para aumentar
a motivação intrínseca das pessoas e diminuiu a motivação extrínseca para a tarefa.
Vallerand e Reid 
descobriram que o feedback negativo tem o efeito oposto (isto é, diminuindo a
motivação intrínseca tirando a necessidade de competência das pessoas).
Conexão
Durante um estudo sobre a relação entre os estilos de apego dos bebês, sua exposição de
comportamento orientado para o domínio e sua influência durante a brincadeira, Frodi,
Bridges e Grolnick  não conseguiram encontrar efeitos significativos. Talvez
um pouco surpreendente tenha sido a descoberta de que a qualidade do apego avaliada
em 12 meses não conseguiu prever significativamente a motivação, a competência, ou o
afeto de domínio 8 meses mais tarde, quando outros investigadores demonstraram uma
associação entre construções semelhantes. Ainda assim , eles observaram que amostra
maiores poderiam ser capazes de descobrir tais efeitos. Uma comparação dos grupos
seguro/estável e inseguro/estável, entretanto, sugeriu que o grupo seguro/estável fosse
superior aos grupos inseguros/estáveis em todas as medidas relacionadas com domínio.
Obviamente, as repetições de todas as relações apego-motivação são necessárias com
amostras diferentes e maiores.